# Крекінг-установки в Шуайбі
Крекінг-установки в Шуайбі — складові частини нафтохімічного майданчика компанії Equate Petrochemical, розташованого за три десятки кілометрів на південь від Ель-Кувейту.
В 1997 році у Шуайбі почала роботу установка парового крекінгу, розрахована на випуск 650 тисяч етилену на рік (станом на початок 2010-х цей показник збільшили до 950 тисяч тонн). В 2008-му до неї приєдналось друге піролізне виробництво (проект Olefins II) потужністю 850 тисяч тонн етилену. Як сировину обидві установки використовують етан, постачений з газопереробного заводу в Міна-ель-Ахмаді.
Станом на 2015 рік на майданчику також діяв цілий ряд похідних виробництв, здатних продукувати 525 тисяч тонн поліетилену високої щільності, 300 тисяч тонн лінійного поліетилену низької щільності, 1150 тис. тонн моноетиленгліколю та 450 тисяч тонн мономеру стирену. Крім того, велись роботи зі збільшення випуску поліетилену ще на 100 тисяч тонн на рік.
Нафтохімічний комплекс в Шуайбі належить компанії Equate Petrochemical, котра є спільним підприємством державної Petrochemical Industries Company, хімічного концерну Dow Chemical (по 42,5 %), а також місцевих інвесторів Boubyan Petrochemical (9 %) та Qurain Petrochemical Industries (6 %).